# Pseudoprosopis gilletii
Pseudoprosopis gilletii är en ärtväxtart som först beskrevs av De Wild., och fick sitt nu gällande namn av Villiers. Pseudoprosopis gilletii ingår i släktet Pseudoprosopis och familjen ärtväxter. Inga underarter finns listade i Catalogue of Life.